# WWF Xperience
Xperience fue un evento de lucha libre de pay-per-view de internet producido por la World Wrestling Federation. Tuvo lugar el 26 de agosto de 1996 en el Exhibition Stadium en Toronto, Canadá. Se consideró como la celebración del décimo aniversario de The Big Event, que tuvo lugar diez años antes en el mismo lugar.

## Resultados[2]
- The Godwinns (Henry & Phineas) (con Hillbilly Jim) derrotaron a The New Rockers (Marty Jannetty & Leif Cassidy). (10:35)
  - Phineas cubrió a Cassidy.
- Hunter Hearst Helmsley derrotó a Bob Holly. (11:47)
  - Helmsley cubrió a Holly después de un "Pedigree".
- Savio Vega derrotó a Justin Bradshaw (con Uncle Zebekiah) en un Caribbean Strap match. (10:28)
  - Vega ganó después de tocar las cuatro esquinas del ring de manera consecutiva.
- José Lothario derrotó a Jim Cornette. (3:30)
  - Lothario cubrió a Cornette.
- Stone Cold Steve Austin derrotó a Marc Mero (con Sable) por Count Out. (14:03)
  - Austin ganó por conteo fuera del ring, luego de que Mero se distrajera con Mankind que intentó secuestrar a Sable.
- Psycho Sid derrotó a Vader en un Lumberjack match. (9:23)
  - Sid cubrió a Vader después de un "ChokeSlam".
    - Los jugadores de los Toronto Argonauts fueron los leñadores.
- Faarooq derrotó a Aldo Montoya. (0:46)
  - Farooq cubrió a Montoya después de un "Dominator".
- Owen Hart & British Bulldog derrotaron a The Smokin' Gunns (Billy y Bart) (w/Sunny) por descalificación, reteniendo el Campeonato en Parejas de la WWF (7:56).
  - The Smokin' Gunns fueron descalificados luego de que Sunny atacara al árbitro del combate.
- The Undertaker derrotó a Mankind en un Casket match. (13:24)
  - Undertaker llevó a Mankind hacia el ataúd después de una "Tombstone Piledriver".
- Shawn Michaels derrotó a Goldust (con Marlena) en un Ladder match reteniendo el Campeonato de la WWE. (18:14)
  - Michaels descolgó el título de WWF tras aplicarle una "Sweet Chin Music" a Goldust.